# اونی، گرجستان
اونی (به گرجی: ონი) شهری در استان راچا-لچخومی و کومو سوانتی گرجستان است. جمعیت این شهر طبق سرشماری سال ۲۰۰۹ میلادی ۳٬۰۰۰ نفر بوده‌است.